# Konfucius

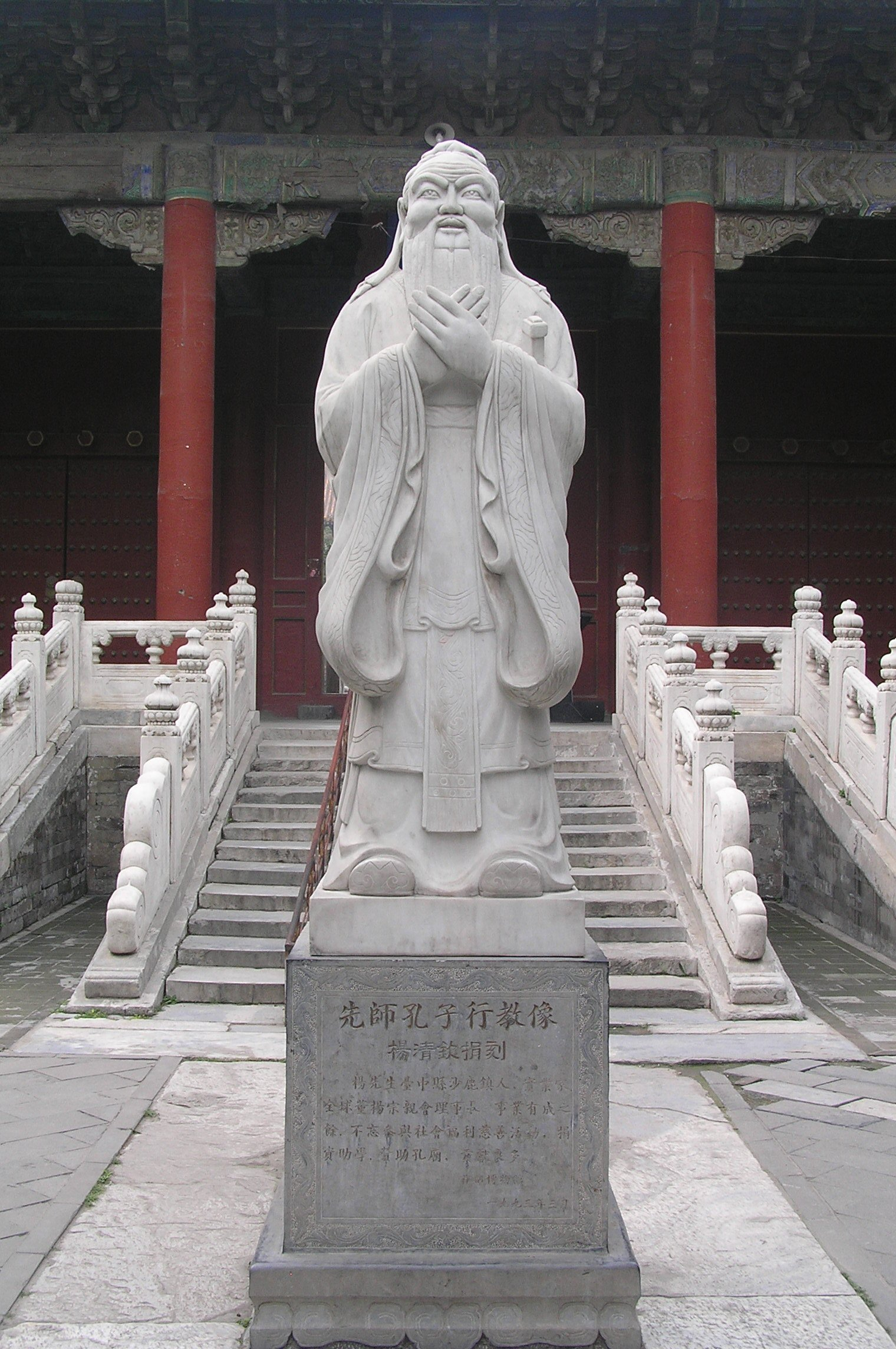
Staty i Peking.

Konfucius var konfucianismens trolige grundare. Det svenska namnet kommer från latinets Confucius, som är en av jesuiter uttänkt latinisering av kinesiskans 孔夫子 (Kǒngfūzǐ, K'ung Fu-tzu eller Kon-fu-tze) med betydelsen 'Mästaren Kong'.  Hans kinesiska namn var Kong Qiu med binamnet Kong Zhongni.

## Biografi
Säkra historiska fakta om Konfucius är få, men sannolikt var han en yngre samtida till daoismens antagne grundare Lao Zi och antas ha levt från 28 september 551 till 479 f.Kr.. Enligt traditionen föddes han i Qufu i en adlig familj i den kinesiska staten Lu, i den nuvarande provinsen Shandong. Familjen hade nyligen flytt från staten Song. När han var tre år dog hans gamle far, och han växte upp under mycket fattiga omständigheter tillsammans med sin unga mor och hennes far.
Han ansåg själv att han inte skapade något nytt utan bara förde vidare äldre värderingar som han ansåg var viktiga att följa. Följde man dessa så skulle människor kunna leva i universell harmoni, Tao. Han samlade en skara lärjungar omkring sig som förde vidare och nedtecknade hans idéer, viktigaste verket är Samtalen med Konfucius (eller Analekterna). Det enda han sammanställde på egen hand var en historisk krönika, vår- och höstannalerna, som behandlar riket Lu's historia från 722 till 481 f.Kr.. Detta är emellertid inte historieforskarna helt säkra på, andra teorier om författare finns också.

## Lära
Många av hans verk har haft en stor betydelse i Kina och varit sådant som bildade kineser har lärt sig utantill. Fler exempel på texter som härrör från Konfucius är Sångernas bok (詩經, Shi Jing), Dokumentens bok (書經, Shu Jing), Förvandlingens bok (易經, Yi Jing) och Klassiker av barnslig fromhet (孝经, XiaoJing). Hans samtal med lärjungarna finns delvis samlade i Samtalen med Konfucius (Lunyu), som tillhör De fem klassikerna och är den mest tillförlitliga källan till kunskap om Konfucius idéer.
Konfucius var en filosof. Och de gamla värderingar han förde vidare var att man skulle visa respekt uppåt, välvilja nedåt. Hans filosofi var också att alla föds lika, och formas genom utbildning och övning. 
Grundvalen för samhällets välfärd är enligt Konfucius den enskildes och särskilt furstens högsta möjliga mått av personlig fullkomlighet. För att reformera det hela måste man alltså börja med att reformera den enskilde. Konfucius blickar med längtan tillbaka till Kinas äldsta tid, då det fanns kungar och visa som var fullkomliga av naturen, de så kallade "heliga människorna". De finns inte längre, men man kan närma sig deras väsen och utveckla sig till en idealmänniska. Detta är möjligt eftersom människan av naturen är god. Idealmänniskans grundläggande dygder är rättrådighet och uppriktighet. Hos "den heliga" är de medfödda, hos andra människor utvecklas de genom ett omfattande och flitigt studium av det goda.
Har man förvärvat dessa speciella dygder så följer av sig själva de tre allmänna dygderna, nämligen vetande, medmänsklighet (det vill säga plikttrohet) och tapperhet. Lägger man till ärlighet och goda seder (ett korrekt uppförande) så är idealmänniskan fulländad. Denna självfullkomning är dock enligt Konfucius inget som man ska eftersträva för dess egen skull, utan snarare därför att man på så sätt blir bäst lämpad att uppfylla de fem främsta plikter som mannen har som människa och medborgare: vördnad mot föräldrar, överordnade och furstar, plikterna mot vän och maka. Om dessa plikter allmänt uppfylls, och det kommer att ske när fursten föregår med gott exempel, så läggs grundvalen för hela rikets endräkt, lugn och uppsving.
Den äldsta kända bilden av Konfucius hittades vid utgrävningen av Markis Haihuns grav, (92–59 f.Kr.) som har pågått sedan 2011. På ramen till en polerad bronsspegel finns Konfucius avbildad klädd i borgerliga kläder.

## Valda citat[9]
| ” | Att lära sig utan att tänka har inget värde. Att tänka utan att lära är farligt. | „ |

## Utmärkelser
Asteroiden 7853 Confucius är uppkallad efter honom.